# Club Natació Montjuïc
Club Natació Montjuïc é um clube de natação e polo aquático espanhol da cidade de Barcelona. atualmente na Divisão de Honra. É um dos clubes mais vitoriosos do polo aquático espanhol.'

## História
O Club Natació Montjuïc foi fundado em 1944.

## Títulos
- Liga Espanhola
  - 1972, 1976, 1977, 1978, 1979, 1984, 1885, 1986